# 古宮八幡宮
古宮八幡宮（こみやはちまんぐう）は、福岡県田川郡香春町大字採銅所にある神社。旧村社。

## 縁起
香春岳で産出する銅を宇佐神宮の御神体（銅鏡）として奉納していたことが縁となり、同神宮の御祭神であった応神天皇、神功皇后の神霊を勧請したことに始まるとされる。
祭神としては豊比売命も共に祀られているが、豊比売命は近くに在る香春神社例祭の時には香春神社へ下向し、例祭が終わると再び古宮八幡宮に戻る。

## 歴史
- 古宮八幡宮では長光家が宮柱を代々世襲している
- 709年 官幣社の指定を受けたと伝えられている。
- 720年（養老4年） 宇佐神宮に宝鏡を奉納するにあたり、宮座が開設される。

## 神紋
丸に違い鷹の羽

## 年中行事
- 宇佐神宮の放生会に合わせ、「清祀殿」にて宝鏡を鋳造し納めている。
  - 7月23日 潔斎に入り、鋳造を開始。
  - 8月7日 宝鏡完成。
  - 8月8日 福岡県行橋市にある豊日別宮（草場神社）へ宝鏡を納める
  - 8月9日 宇佐神宮へ向けて宝鏡出発
  - 8月13日 宇佐神宮近くの凶首塚にて宇佐神宮の神幸に同列する。
- 11月 霜月未祭（宮座祭）

## その他
- 全国的にも珍しい、白木造・杉葉葺き屋根の神輿が奉納されている。

## 関連書籍
- 「宇佐八幡と古代神鏡の謎」 - 田村圓澄／木村晴彦／桃坂豊（著）ISBN 4900901407

座標: 北緯33度42分23.2秒 東経130度51分14.8秒 / 北緯33.706444度 東経130.854111度